# Prolophota trigonifera
Prolophota trigonifera là một loài bướm đêm trong họ Erebidae.